# Blackface digital
El blackface digital és la pràctica d'utilitzar mems d'Internet o imatges macro que retraten persones negres o s'emmarquen en la cultura negra com a forma d'expressió humorística o emocional per part de persones blanques.
El terme va ser encunyat el 2006 per l'estatunidenc Joshua Lumpkin Green en la seva tesi de màster, titulada Digital Blackface: The Repackaging of the Black Masculine Image.
Els opositors del blackface digital argüeixen que els blancs no haurien d'utilitzar imatges d'aquestes característiques perquè reforcen els estereotips negatius dels negres, com ara la creença que són agressius, escandalosos i descarats.